# MTV Live (internacional)
MTV Live (outrora MTVNHD e MTV Live HD) é um canal de televisão por assinatura internacional em alta definição de música, operado pela Paramount Networks EMEAA, subsidiária da Paramount Networks International. O canal está disponível na Europa, América Latina, Oceania, Oriente Médio e Norte da África e Ásia.

## História
O canal foi lançado em 15 de setembro de 2008 em algumas partes da Europa e em alguns países da América Latina no final do mesmo ano com o nome de MTVNHD (MTV Networks in High Definition).
Em julho de 2011, o canal foi renomeado para MTV Live HD com uma novo logotipo para combinar com o rebrand dos canais da MTV Networks. Entretanto, no Reino Unido e Irlanda o canal permaneceu como MTVNHD e na Austrália, o canal mudou de nome para MTV Live.
Em 23 de abril de 2012, MTVNHD foi rebatizada como MTV Live HD no Reino Unido e na Irlanda, juntamente com o lançamento de uma versão SD do canal, que atualmente se tornou na versão +1 do canal MTV Music UK.
No dia 28 de março de 2017, o canal foi lançado em Portugal com exclusividade da MEO.
No dia 3 de agosto de 2018, o canal chega ao Brasil, através da operadora NET Claro. Em 1° de agosto de 2020, o canal passa a substituir o VH1 MegaHits nas operadoras em que este se encontra presente após a ViacomCBS Networks International anunciar a sua extinção em 10 anos de operação no Brasil.
Em 14 de setembro de 2021, com o lançamento do novo pacote gráfico, o canal passa a se chamar apenas MTV Live, mas ainda mantendo a transmissão em alta definição e os blocos musicais.

## Programas
- ... And Friends
- ... vs ... vs ....
- Diary of
- High Definition Hits
- Hot Right Now
- Hot Spot
- Leading Ladies / US Ladies
- Making The Video
- MTV Asks
- MTV Crashes
- MTV Essentials
- MTV Europe Music Awards
- MTV Live
- MTV Movie & TV Awards
- MTV Rewind
- MTV Unplugged
- MTV Video Music Awards
- MTV World Stage
- Powerplay! This Week's MTV Hotlist
- The Ride
- This Week's MTV Top 20
- V Festival
- Rock Solid Playlist